# Березнегуватська сільська рада
Березнегува́тська сільська́ ра́да — адміністративно-територіальна одиниця та орган місцевого самоврядування в Новобузькому районі Миколаївської області. Адміністративний центр — село Березнегуватське.

## Загальні відомості
- Населення ради: 858 осіб (станом на 2001 рік)

## Населені пункти
Сільській раді підпорядковані населені пункти:
- с. Березнегуватське
- с. Веселий Поділ

## Склад ради
Рада складається з 14 депутатів та голови.
- Голова ради: Пуга Валентина Василівна
- Секретар ради: Лавренюк Анна Григорівна

### Керівний склад попередніх скликань
| Прізвище, ім'я, по батькові | Основні відомості                                                         | Дата обрання | Дата звільнення |
| --------------------------- | ------------------------------------------------------------------------- | ------------ | --------------- |
| Пуга Валентина Василівна    | Сільський голова, 1960 року народження, освіта вища, позапартійна         | 26.03.2006   | 31.10.2010      |
| Пуга Валентина Василівна    | Сільський голова, 1960 року народження, освіта вища, член Партії регіонів | 31.10.2010   |                 |

Примітка: таблиця складена за даними сайту Верховної Ради України

### Депутати
За результатами місцевих виборів 2010 року депутатами ради стали:

#### За суб'єктами висування
| Суб'єкт висування | Кількість обраних депутатів | %   |
| ----------------- | --------------------------- | --- |
| Партія регіонів   | 14                          | 100 |

#### За округами
| № округу        | Прізвище, ім'я, по батькові  | Дата визнання обраним | Освіта  | Партійна приналежність | Відомості про обраного депутата                            |
| --------------- | ---------------------------- | --------------------- | ------- | ---------------------- | ---------------------------------------------------------- |
| Партія регіонів |                              |                       |         |                        |                                                            |
| 1               | Лавренюк Анна Григорівна     | 03.11.2010            | вища    | член Партії регіонів   | Березнегуватська сільська рада, секретар                   |
| 2               | Бердар Віра Вікторівна       | 03.11.2010            | середня | член Партії регіонів   | ПОСП «Єдність», комірник                                   |
| 3               | Шульга Зінаїда Йосипівна     | 03.11.2010            | середня | член Партії регіонів   | Березнегуватська сільська рада, землевпорядник             |
| 4               | Савка Валентина Степанівна   | 03.11.2010            | середня | член Партії регіонів   | Березнегуватський фельдшерсько-акушерський пункт, фельдшер |
| 5               | Гриценко Оксана Василівна    | 03.11.2010            | середня | член Партії регіонів   | Березнегуватський центр ПСЗН, завідувачка                  |
| 6               | Микулянець Андрій Васильович | 03.11.2010            | вища    | член Партії регіонів   | ПОСП «Єдність», юрист                                      |
| 7               | Боднарчук Лариса Іванівна    | 03.11.2010            | середня | член Партії регіонів   | Магазин, завідувачка                                       |
| 8               | Нестерчук Наталя Устимівна   | 03.11.2010            | середня | член Партії регіонів   | Одноосібник                                                |
| 9               | Кичак Наталя Іванівна        | 03.11.2010            | середня | член Партії регіонів   | Сільський клуб, завідувачка                                |
| 10              | Лех Анатолій Янович          | 03.11.2010            | вища    | член Партії регіонів   | ПОСП «Єдність», агроном                                    |
| 11              | Музика Володимир Миколайович | 03.11.2010            | середня | член Партії регіонів   | приватний підприємець                                      |
| 12              | Музика Наталя Борисівна      | 03.11.2010            | середня | член Партії регіонів   | ПП «Музика», бухгалтер                                     |
| 13              | Козак Анатолій Миколайович   | 03.11.2010            | середня | член Партії регіонів   | ФГ «Козацька мрія», голова                                 |
| 14              | Корнієнко Людмила Павлівна   | 03.11.2010            | середня | член Партії регіонів   | ПОСП «Єдність», охоронник                                  |